# Isabelino Gradín
Isabelino Gradín, född 8 juli 1897, avliden 21 december 1944, var en Uruguayansk fotbollsspelare och kortdistanslöpare. 

## Meriter

### Fotboll

#### Landslag
- Vinnare av Sydamerikanska mästerskapet i fotboll 1916
- Vinnare av Sydamerikanska mästerskapet i fotboll 1917

### Friidrott
- Sydamerikansk mästare i 200 meter: 1919 och 1920
- Sydamerikansk mästare i 400 meter: 1919 och 1920